# James Lee Ray
James Lee Ray (* 1944) ist ein US-amerikanischer Politikwissenschaftler und emeritierter Professor an der Vanderbilt University. Sein Fachgebiet sind die Internationalen Beziehungen. In seinen Publikationen befasst er sich mit den Ursachen von Kriegen und zwischenstaatlichen Konflikten. 2002 amtierte er als Präsident der Peace Science Society (International).
Lee machte sein Bachelor-Examen 1966 an der Ohio State University und wurde 1974 an der University of Michigan zum Ph.D. promoviert. Bevor er 1999 an die Vanderbilt University kam, war er Professor an der Florida State University und der University of New Mexico sowie Gastforscher am Wissenschaftszentrum Berlin für Sozialforschung.

## Schriften (Auswahl)
- American foreign policy and political ambition. 2. Auflage, Sage/CQ Press, Los Angeles 2014, ISBN 9781608716807.
- Global politics. 10. Auflage (mit Juliet Kaarbo, die ersten acht Auflagen ohne Co-Autorin), Cengage Learning, Boston 2011, ISBN 9780495802648.
- Democracy and international conflict. An evaluation of the democratic peace proposition. University of South Carolina Press, Columbia 1995, ISBN 1570030413.
- The future of American-Israeli relations. A parting of the ways? University Press of Kentucky, Lexington 1985, ISBN 0813115329.